# Іванов Сергій Олексійович
Сергі́й Олексі́йович Івано́в (нар. 16 листопада 1988 — пом. 17 січня 2018) — старший сержант Збройних сил України, учасник російсько-української війни.

## Життєпис
Народився 1988 року в Нових Санжарах (Полтавська область). 2004 року закінчив 9 класів Новосанжарського НВК, після чого вступив до Хорольського агропромислового коледжу, але не закінчив (за власним бажанням) — вирішив іти до армії.
Призваний на строкову в листопаді 2006 року, службу проходив у 275-му арсеналі зберігання артилерійських боєприпасів (Новобогданівка Запорізької області). Після строкової служби у грудні 2007 року підписав контракт із 1-ю бригадою надводних кораблів ВМС, служив старшим радіотелефоністом на флагмані «Гетьман Сагайдачний»; після звільнення у запас працював в охоронних структурах Києва.
В часі війни 28 серпня 2014 року був мобілізований, на фронті з жовтня 2014-го, служив у 93-й бригаді — командир бойової машини реактивного артилерійського дивізіону БМ-21 «Град». Захищав ДАП, Піски, Авдіївку, Мар'їнку. Через місяць після демобілізації підписав контракт; старший сержант, командир взводу—командир бойової машини 2-ї протитанкової артилерійської батареї протитанкового артилерійського дивізіону бригадної артилерійської групи 54-ї бригади.
17 січня 2018-го загинув вночі у зоні бойових дій внаслідок підриву МТ-ЛБ на вибуховому пристрої під час перевезення особового складу поблизу. Імовірно через сніг машина з'їхала у бік і наскочила на міну. Загинули два члени екіпажу, які перебували всередині — Сергій Іванов та старший солдат Дмитро Беляєв; ще 5 бійців дістали поранення.
19 січня 2018 року похований на центральному кладовищі смт Нові Санжари з військовими почестями; новосанжарці утворили «живий коридор», зустріли Героя на колінах.
Без Сергія лишились мама, вітчим, брат, сестра, дружина та донька.

## Нагороди та вшанування
- Указом Президента України № 98/2018 від 6 квітня 2018 року, «за особисту мужність і самовіддані дії, виявлені у захисті державного суверенітету та територіальної цілісності України, зразкове виконання військового обов'язку», нагороджений орденом «За мужність» III ступеня (посмертно)[1].
- Вшановується в меморіальному комплексі «Зала пам'яті», в щоденному ранковому церемоніалі 17 січня[2][3].